# Monique Thènes
Monique Thènes es una deportista francesa que compitió en taekwondo. Ganó una medalla de bronce en el Campeonato Europeo de Taekwondo de 1994 en la categoría de +70 kg.

## Palmarés internacional
| Campeonato Europeo | Campeonato Europeo | Campeonato Europeo | Campeonato Europeo |
| Año                | Lugar              | Medalla            | Categoría          |
| ------------------ | ------------------ | ------------------ | ------------------ |
| 1994               | Zagreb (Croacia)   | Medalla de bronce  | +70 kg             |